# Município de Union (condado de Pender, Carolina do Norte)
Localização da Carolina do Norte nos E.U.A.
O município de Union (em inglês: Union Township) é um localização localizado no  condado de Pender no estado estadounidense da Carolina do Norte. No ano 2010 tinha uma população de 4.232 habitantes.

## Geografia
O município de Union encontra-se localizado nas coordenadas 34° 40′ 05,6″ N, 78° 00′ 39,95″ O.